# Campiña del Henares

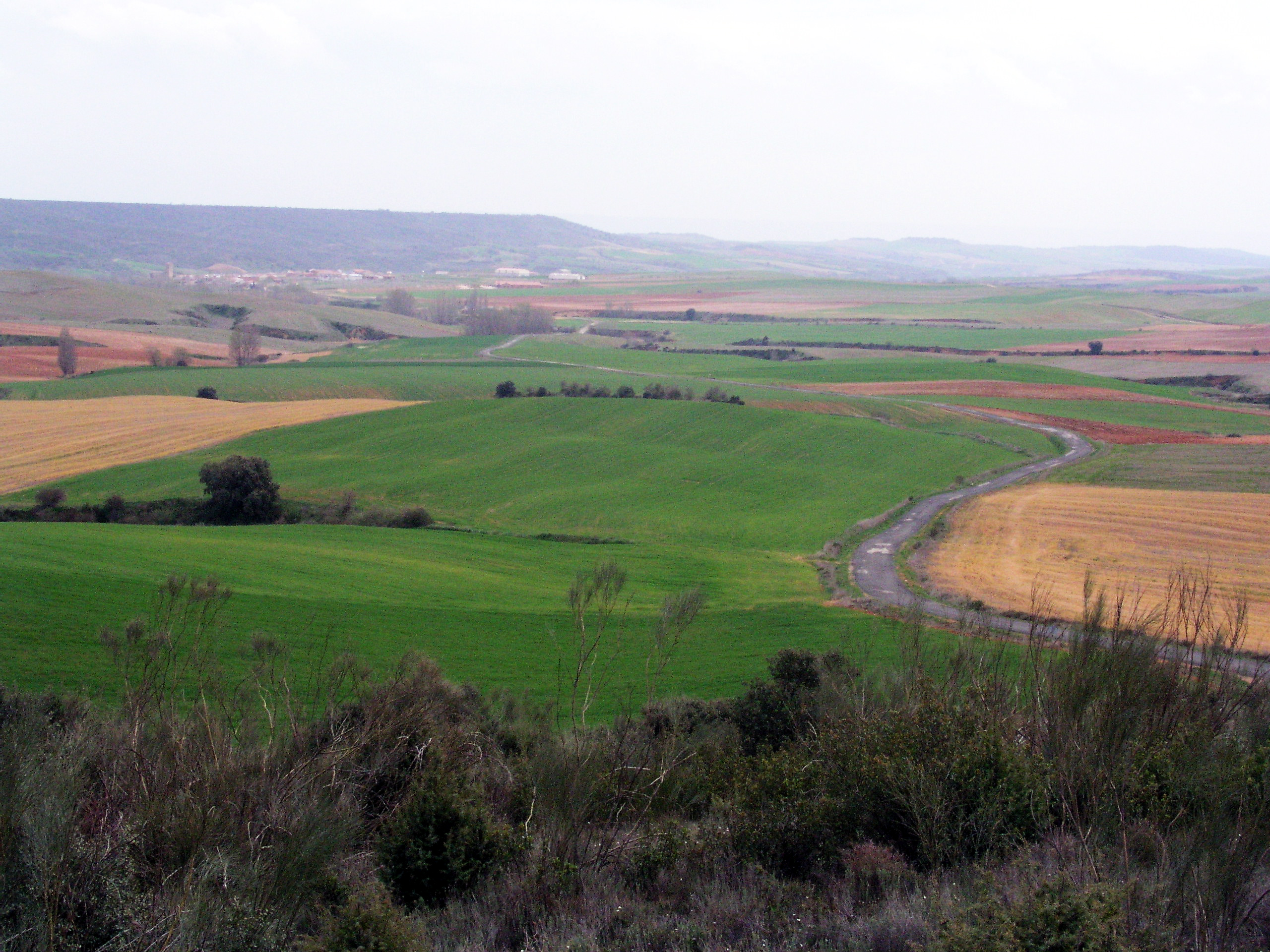
Paisaje de la Campiña del Henares cerca de Malaguilla con la Alcarria, más elevada, al fondo.

La Campiña del Henares, o simplemente La Campiña, es una comarca española enclavada entre el este de la Comunidad de Madrid y el oeste de la provincia de Guadalajara, teniendo como límites la orilla izquierda del río Jarama y la derecha del río Henares. También aparece a veces nombrada como Campiña entre el Henares y el Jarama.

## Topografía

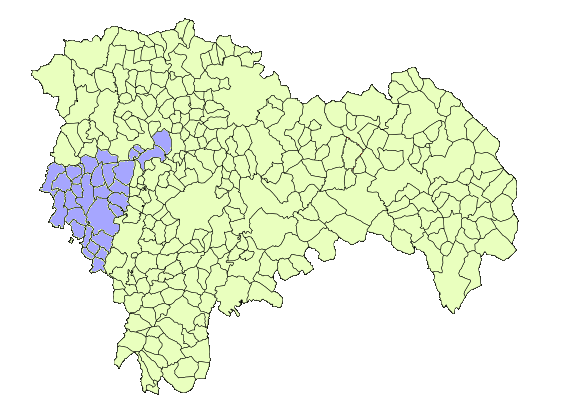
La Campiña de Guadalajara

Mapa de la Comunidad de Villa y Tierra de Alcalá de Henares, con sus dos subcomarcas, Alcarria (en azul) y Campiña (en verde), más el resto de municipios pertenecientes a la Diócesis (en naranja).

Se caracteriza por ser una zona de anchas terrazas fluviales con un terreno suavemente ondulado y suelos ricos en los que tradicionalmente se ha practicado de forma predominante la agricultura de secano, sobre todo el cereal, salvo en algunas vegas donde subsiste escasamente el regadío, en una altura media de unos 650 m s. n. m.
La industrialización de Madrid y el paso por el sur de la comarca de la carretera radial N-II (hoy A-2) y de la línea de ferrocarril Madrid - Barcelona produjo a mediados del siglo XX la llegada y expansión de la industria al llamado Corredor del Henares convirtiéndose en el principal motor económico de la comarca.
Los principales núcleos de población son Alcalá de Henares, Torrejón de Ardoz, Guadalajara y Azuqueca de Henares, ciudades ampliamente industrializadas y bien provistas de servicios. En sus vegas se asientan otras localidades en amplia expansión que crecen bien como ciudades dormitorio de Madrid, bien por la más tardía industrialización, destacando Ajalvir, Algete, Camarma de Esteruelas, Cobeña, Daganzo de Arriba, Fuente el Saz de Jarama o Talamanca de Jarama, en el lado de Madrid, donde el crecimiento llegó antes, y Alovera, Yunquera de Henares, Marchamalo, Cabanillas del Campo, El Casar, Humanes, Torrejón del Rey, Galápagos, Uceda o Villanueva de la Torre, en el lado de Guadalajara, que empezó a crecer en población sobre todo a finales de los años 90.
Se divide en dos partes, que a su vez suelen ser denominadas también comarcas, divididas por el límite entre la Comunidad Autónoma de Madrid al oeste y Castilla-La Mancha al este:
- Campiña de Alcalá
- Campiña de Guadalajara

El término "vega" no es estrictamente sinónimo de "campiña" (en el DRAE "vega" se define como parte de tierra baja, llana y fértil, y suele referirse a los prados inundables próximos a un río). Con el nombre de Vega del Henares también tiene uso institucional, y en estudios faunísticos.